# Sinolinyphia cyclosoides
Sinolinyphia cyclosoides är en spindelart som beskrevs av Jörg Wunderlich och Li 1995. Sinolinyphia cyclosoides ingår i släktet Sinolinyphia och familjen täckvävarspindlar. Inga underarter finns listade i Catalogue of Life.